# Suzanne Zimmerman
Ne doit pas être confondu avec Susanna Zimmermann.
Pour les articles homonymes, voir Zimmerman.
Suzanne Winona Zimmerman, née le 13 juillet 1925 à Portland et morte le 14 mars 2021 dans la même ville, est une nageuse américaine.

## Biographie
Aux Jeux olympiques d'été de 1948 à Londres, Suzanne Zimmerman est médaillée d'argent olympique sur 100 mètres dos.